# Heterusia brunonaria
Heterusia brunonaria là một loài bướm đêm trong họ Geometridae.